# Geolycosa rufibarbis
Geolycosa rufibarbis este o specie de păianjeni din genul Geolycosa, familia Lycosidae. A fost descrisă pentru prima dată de Mello-leitao, 1947. Conform Catalogue of Life specia Geolycosa rufibarbis nu are subspecii cunoscute.